# تلول
تلول (به عربی: التلول) یک روستا در سوریه است که در ناحیه سلقین واقع شده‌است. تلول ۱٬۷۰۳ نفر جمعیت دارد.